# União das Cidades Capitais Luso-Afro-Américo-Asiáticas
A União das Cidades Capitais Luso-Afro-Américo-Asiáticas (UCCLA) é uma organização de caráter internacional formada por cidades da Lusofonia. Foi fundada em Lisboa em 28 de Junho de 1985, no Centro Cultural das Descobertas. Nessa data, foi assinado o documento constitutivo pelos presidentes das autarquias de Lisboa (Nuno Abecasis), Bissau (Francisca Pereira), Maputo (Alberto Massavanhane), Praia (Felix Gomes Monteiro), Rio de Janeiro (Laura de Macedo), São Tomé (Gaspar Ramos) e Macau (Carlos Algéos Ayres).
Entraram depois as restantes cidades capitais de expressão oficial portuguesa e outras cidades não capitais, como Brasília (1986), Cacheu e Luanda (1989), Guimarães (1990), ilhas de Taipa e Coloane (1991), Santo António do Príncipe (1993), Ilha de Moçambique (1994), Salvador (1995), Belo Horizonte (1998), Belém (1999), Bolama, Huambo, Porto Alegre e Mindelo (2000), Díli (2002), São Filipe, Oecusse (2004) e Angra do Heroísmo (2013).
A associação intermunicipal internacional foca em projetos de cooperação na área de empresas, de imigrantes, cultura, promoção da língua portuguesa e questões urbanas como lixo, sistema viário, conservação de patrimônio, saúde pública e abastecimento de água.

## História
A fundação da UCCLA ocorreu em 28 de junho de 1985  pelas cidades de Bissau, Lisboa, Luanda, Macau, Maputo, Praia, Rio de Janeiro e São Tomé/Água Grande. A criação da organização é atribuída à iniciativa de Nuno Krus Abecasis, então presidente da Câmara Municipal de Lisboa.
O orçamento da plataforma de cooperação foi decuplicado de 2002 para 2003, tendo saltado de 250 mil para 2,5 milhões de euros.
Em suas primeiras décadas a presidência da entidade era detida por Lisboa. Posteriormente a uma série de alterações no estatuto, foi introduzido o princípio da rotatividade na assembleia-geral realizada em 2009 na capital portuguesa. A assembleia seguinte foi em março de 2010 em Salvador, que foi a primeira a suceder Lisboa na presidência da organização, na qual o mandato dura por dois anos.

## Membros
| Capital                    | População | Entidade da qual é capital                                                                                                | País atual          |
| -------------------------- | --------- | --- | ------------------- |
| Angra do Heroísmo          | 35 402    | Capital histórica - Reino de Portugal                                                                                     | Portugal            |
| Benguela                   | 513 441   | Capital histórica - Reino de Benguela                                                                                     | Angola              |
| Bissau                     | 384 960   | Guiné-Bissau | Guiné-Bissau        |
| Bolama                     | 4 819     | Capital histórica - Guiné Portuguesa                                                                                      | Guiné-Bissau        |
| Brasília                   | 3 039 444 | Brasil | Brasil              |
| Cacheu                     | 9 882     | Capital histórica - Guiné Portuguesa                                                                                      | Guiné-Bissau        |
| Coimbra                    | 143 396   | Capital histórica - Reino de Portugal                                                                                     | Portugal            |
| Díli                       | 277 279   | Timor-Leste | Timor-Leste         |
| Guimarães                  | 158 124   | Capital histórica - Condado Portucalense                                                                                  | Portugal            |
| Ilha de Moçambique         | 42 407    | Capital histórica - Província de Moçambique                                                                               | Moçambique          |
| Lisboa                     | 506 892   | Portugal | Portugal            |
| Luanda                     | 8 234 098 | Angola | Angola              |
| Macau                      | 640 700   | Macau | China               |
| Maputo                     | 1 101 170 | Moçambique | Moçambique          |
| Mabanza Congo              | 205 272   | Capital histórica - Reino do Congo                                                                                        | Angola              |
| Oecussi-Ambeno             | 64 025    | Capital histórica - Timor Português                                                                                       | Timor-Leste         |
| Porto                      | 237 591   | Capital histórica - Condado Portucalense                                                                                  | Portugal            |
| Praia                      | 131 602   | Cabo Verde | Cabo Verde          |
| Ribeira Grande de Santiago | 8 325     | Capital histórica - Província Ultramarina de Cabo Verde                                                                   | Cabo Verde          |
| Rio de Janeiro             | 6 520 266 | Entre 1808 e 1815, foi capital do Reino Unido de Portugal, Brasil e Algarves - Império do Brasil/Estados Unidos do Brasil | Brasil              |
| Salvador                   | 2 953 986 | Capital histórica - Estado do Brasil                                                                                      | Brasil              |
| Santiago de Compostela     | 96 456    | Galiza Região autónoma | Espanha             |
| Santo António do Príncipe  | 1 156     | Capital histórica - Província Ultramarina de São Tomé e Príncipe                                                          | São Tomé e Príncipe |
| São Tomé/Água Grande       | 69 772    | São Tomé e Príncipe | São Tomé e Príncipe |